# 布林科内斯
布林科内斯，是西班牙卡斯蒂利亚-莱昂萨拉曼卡省的一个市镇。 总面积15平方公里，总人口106人（2001年），人口密度7人/平方公里。